# فاني سميث
فاني سميث هي متزحلقة حرة سويسرية، ولدت في 20 مايو 1992 في إيغل في سويسرا.

## وصلات خارجية
- الموقع الرسمي
- فاني سميث على موقع الاتحاد الدولي للتزلج (التزلج على المنحدرات الثلجية) (الإنجليزية)
- فاني سميث على موقع الاتحاد الدولي للتزلج (التزلج الحر) (الإنجليزية)
- فاني سميث على موقع اللجنة الأولمبية الدولية (الإنجليزية)
- فاني سميث على موقع أوليمبيديا (الإنجليزية)
- فاني سميث على موقع ألعاب إكس (مؤرشف) (الإنجليزية)